# Gizem Sevim
Gizem Sevim (* 1997 in Konya) ist eine türkische Schauspielerin.

## Leben und Karriere
Sevim wurde im Jahr 1997 in Konya geboren. Später zog sie nach Istanbul. Sie studierte am Harika Uygur Studio. Ihr Debüt gab sie 2022 in der Fernsehserie Gülümse Kaderine. Im selben Jahr  spielte sie in Mükemmel Eşleşme mit. 
Von 2022 bis 2023 war sie in Safir zu sehen. Anschließend bekam Sevim 2023 in dem Film Her Sey Aşk İçin eine Hauptrolle.

## Filmografie
- 2022: Gülümse Kaderine (Fernsehserie)
- 2022: Mükemmel Eşleşme (Fernsehserie)
- 2023: Her Sey Aşk İçin (Film)
- 2022–2023: Safir (Fernsehserie)